# Чегодаевский
Чегодаевский — посёлок в Никольском районе Вологодской области.
Входит в состав Завражского сельского поселения, с точки зрения административно-территориального деления — в Завражский сельсовет.
Расстояние по автодороге до районного центра Никольска — 40 км, до центра муниципального образования Завражья — 10 км. Ближайшие населённые пункты — Высокая, Пеженьга, Высокинский.
По переписи 2002 года население — 7 человек.